# البرتو کاربونل
البرتو کاربونل (انگلیسی: Alberto Carbonell؛ زادهٔ ۲۵ ژانویهٔ ۱۹۹۳) بازیکن فوتبال اهل اسپانیا است.
از باشگاه‌هایی که در آن بازی کرده‌است می‌توان به باشگاه فوتبال هرکولس اشاره کرد.